# 오즈미쉬 카간
오즈미쉬 카간(Özmiş Khagan, 烏蘇米施可汗)은 돌궐 제2제국의 사실상 마지막 군주이다.

## 배경
그의 부친 판 퀼 테긴(Pan Kul Tigin)은 텡그리 카간(Tengri Kaghan) 행정관인 샤드(shad)였다. 판 퀼 테긴이 텡그리 카간을 쿠데타로 꺾는데 성공했지만 전투 중 아사나시(阿史那施)와 바스밀(Basmyl)부족에게 살해되었다. 쿠틀룩 야브구 카간(Kutlug Yabghu Khagan)이 후임 군주의 계승 없이 단기적으로 정권 회복을 시도한 이후, 742년 오즈미쉬는 새로운 카간에 올랐다.

## 통치
당(唐)은 북변의 유목 민족을 모두 신속시키고자 하였고, 오즈미쉬에게도 신복을 요구했다. 처음 오즈미쉬는 당현종(唐玄宗)을 알현하는 것에 동의하였지만, 지키지 않고 독립을 유지하기로 결정했다. 당현종은 장군 왕충사(王忠嗣)에게 오즈미쉬 생포를 지시했다. 왕충사는 이전에 오즈미쉬 대신 당 황제의 종주권을 인정한 튀르크 부족인 바스밀, 위구르, 카를룩 연합을 조직했다. 이 연합은 오즈미쉬를 무찔렀다. 오즈미쉬는 탈출했지만 다시 패배했고 744년 아사나시에게 죽임당하였다. 돌궐은 그의 아들 쿨룬 벡(Kulun Beg)을 새로운 카간으로 임명했지만, 돌궐은 오즈미쉬 사망으로 붕괴되었다고 본다.

## 참고문헌
| 전임 텡그리 카간 | 제7대 돌궐 제2제국 카간 741년 ~ 744년 | 후임 없음 |